# Virus de la viruela bovina
El virus de la viruela bovina (en inglés, cowpox virus, conocido también por la sigla CPXV)  es un virus que causa una enfermedad de la piel que se manifiesta en forma de ampollas rojas y que se transmite por contacto de animales infectados a los seres humanos. Está relacionado con el virus vacuna (Vaccinia virus) y con el virus de la viruela (Variola virus). Cuando se ha curado, la persona es inmune a la viruela. La enfermedad era frecuente entre las lecheras, que se infectaban al tocar las ubres de las vacas.
El virus de la viruela bovina se utilizó para realizar la primera vacunación exitosa contra la viruela. La palabra "vacunación", utilizada por primera vez por Edward Jenner (un médico inglés) en 1796, procede de la raíz latina vacca, que significa "vaca", o de la palabra latina vaccinia, que significa "viruela de la vaca". Las campañas modernas de vacunación contra la viruela se realizaron, sin embargo, con el virus vacuna. Históricamente se ha considerado que ambos virus (vacuna y viruela bovina) eran el mismo, pero en la actualidad se consideran especies diferentes.

## Biología
El virus de la viruela bovina se encuentra en Europa y principalmente en el Reino Unido. Los infecciones humanas son muy raras actualmente y la mayoría de las veces contraídas de gatos domésticos. El virus no se encuentra comúnmente en las vacas; los reservorios del virus son los roedores de los bosques, en particular Cricetidae. De estos roedores los gatos domésticos contraen el virus. 
Los síntomas en el gato incluyen lesiones en la cara, cuello,  patas, y menos comúnmente, infecciones del tracto respiratorio superior. Los síntomas de la infección en el hombre son lesiones pustulares localizadas, generalmente en las manos o circunscritas al punto de introducción. El periodo de incubación es de nueve a diez días. El virus es prevalente a finales del verano y el otoño.

## Descubrimiento de la vacuna contra la viruela
Era un hecho conocido que los agricultores y personas que trabajan regularmente con vacas y caballos a menudo se libraban de la enfermedad durante los brotes de viruela. Investigaciones realizadas hacia 1790 por el Real Ejército mostró que las tropas montadas a caballo eran menos propensas a infectarse por la viruela que las de infantería, y esto es debido a una importante exposición a los virus de viruela del caballo, que son similares a los de la vaca. 
Entre los años 1770 y 1791 por lo menos seis personas pusieron a prueba independiente de posibilidad de utilizar el virus de la viruela bovina como vacuna para la viruela en los seres humanos. Entre ellos se incluyen el agricultor Inglés Benjamin Jesty, en Dorset, Inglaterra en 1774 y el profesor alemán Peter Plett, en 1791. Jesty inoculó a su esposa y a sus dos hijos pequeños para protegerlos de la infección de viruela que azotaba la zona en la que vivían. Sus pacientes que habían contraído y se habían recuperado del virus de la viruela bovina (principalmente lecheras), una enfermedad similar pero mucho más leve que la viruela humana, parecían ser inmunes no sólo a nuevos casos de viruela bovina, sino también a la viruela común. Al depositar líquido de las lesiones de viruela bovina en rasguños en la piel de individuos sanos, fue capaz de inmunizarlas contra la viruela. 
Sin embargo, el crédito se le ha dado al Dr. Jenner, que realizó su primera inoculación 22 años más tarde. Jenner solamente divulgó el descubrimiento.